# Liste der Naturdenkmäler in Waidbruck
Die Liste der Naturdenkmäler in Waidbruck (italienisch Ponte Gardena) enthält die drei als Naturdenkmal ausgewiesene Objekte auf dem Gebiet der Gemeinde Waidbruck in Südtirol.
Basis ist das im Internet einsehbare offizielle Verzeichnis der Naturdenkmäler in Südtirol (Stand: 23. Januar 2015). Dabei kann es sich um botanische, geologische oder hydrologische Naturdenkmäler handeln. Die Reihenfolge in dieser Liste orientiert sich an der ID, alternativ ist sie auch nach dem Namen sortierbar.

## Liste
| Foto |                 | Name                       | Standort                     | Beschreibung                           |
| ---- | --------------- | -------------------------- | ---------------------------- | -------------------------------------- |
| ja   | Datei hochladen | 2 Spitzahorne ID: 112_G01  | 46° 35′ 43″ N, 11° 32′ 5″ O  | Botanisches Naturdenkmal: Ahorn        |
| BW   | Datei hochladen | 1 Rosskastanie ID: 112_G02 | 46° 35′ 45″ N, 11° 32′ 6″ O  | Botanisches Naturdenkmal: Rosskastanie |
| BW   | Datei hochladen | 1 Spitzahorn ID: 112_G03   | 46° 35′ 42″ N, 11° 32′ 25″ O | Botanisches Naturdenkmal: Ahorn        |

| Foto: | Fotografie des Naturdenkmals. Klicken des Fotos erzeugt eine vergrößerte Ansicht. Daneben finden sich zwei Symbole: |
| ID    | Identifikator bei der Abteilung Natur, Landschaft und Raumentwicklung der Südtiroler Landesverwaltung               |